# Ixora ovalifolia
Ixora ovalifolia är en måreväxtart som beskrevs av Cornelis Eliza Bertus Bremekamp. Ixora ovalifolia ingår i släktet Ixora och familjen måreväxter. Inga underarter finns listade i Catalogue of Life.